# Іван Айон-Рівас
Іван Айон-Рівас (нар. 17 лютого 1993, П'юра, Перу) — перуанський оперний співак (тенор). Переможець конкурсу «Опералія».

## Життєпис
Іван Айон-Рівас народився 17 лютого 1993 року у П'юрі. Навчався у Національній музичній консерваторії Ліми. Мате допомагає Айон-Рівасу налаштовуватися на виступи.

## Нагороди
- Перуанський національний конкурс оперних співаків, II премія
- Concorso Internazionale di Canto «Premio Etta Limiti»
- Конкурс «Опералія», I премія (2021)[3]
- Премія Франко Абб'яті (2022)